# Soumagne
Soumagne (wa. Soûmagne) – miejscowość i gmina (commune) w Belgii, w Regionie Walońskim, w prowincji Liège, w okręgu Liège. 1 stycznia 2024 roku liczyła 17 351 mieszkańców.

## Podział administracyjny
W skład gminy wchodzi pięć dzielnic (section):
- Ayeneux
- Cerexhe-Heuseux
- Évegnée-Tignée
- Melen
- Micheroux